# Maringa (Fluss)
Der Maringa (Swahili: Mto Maringa, französisch: Rivière Maringa, niederländisch: Maringa Rivier) ist ein Fluss in der Provinz Équateur der Demokratischen Republik Kongo. An seiner Mündung bei der Stadt Basankusu vereinigt sich  der Maringa mit dem Lopori und bildet den Lulonga-Fluss, der dann seinerseits in den Kongo mündet.
Das Lopori/Maringa-Becken wird auch als Maringa-Lopori-Wamba-Waldlandschaft (MLW) bezeichnet und ist eine ökologisch sensible Landschaft.

## Geschichtliches
Der belgische Soldat und Forschungsreisende Charles Lemaire, dem Ende 1890 die Leitung des zu der Zeit neu gegründeten Bezirks Équateur übertragen worden war, führte bis 1893 aus europäischer Sicht erste geografische, ethnografische und botanische Erkundungen am Flusslauf durch.